# بطولة العالم لنصف الماراثون 2010
بطولة العالم لنصف الماراثون 2010 تمت في 16 أكتوبر 2010 بمدينة ناننينغ، الصين.

## النتائج

### رجال
| الترتيب | العداء         | الجنسية | التوقيت | ملاحظات |
| ------- | -------------- | ------- | ------- | ------- |
|         | ويلسون كيبروب  | كينيا   | 1:00:07 |         |
|         | زيرسيناي تاديس | إرتريا  | 1:00:11 |         |
|         | سامي كيتوارا   | كينيا   | 1:00:22 |         |
| 4       | سيلاس كيبروتو  | كينيا   | 1:01:03 |         |
| 5       | صموئيل تسيغاي  | إرتريا  | 1:01:13 | SB      |
| 6       | تيتوس ماساي    | كينيا   | 1:01:24 |         |
| 7       | ليليسا ديسيسا  | إثيوبيا | 1:01:28 |         |
| 8       | بيرهانو بيكيلي | إثيوبيا | 1:01:28 | PB      |

| الترتيب | البلد   | الفريق                                        | التوقيت |
| ------- | ------- | --------------------------------------------- | ------- |
|         | كينيا   | ويلسون كيبروب سامي كيتوارا سيلاس كيبروتو      | 3:01:32 |
|         | إرتريا  | زيرسيناي تاديس صموئيل تسيغاي تويلدي استيفانوس | 3:03:04 |
|         | إثيوبيا | ليليسا ديسيسا بريهانو بيكيلي أصيفا مينغستو    | 3:05:26 |

## المشاركين
عدد من الرياضيين بين قوسين
| - أنغولا (1) - أستراليا (6) - بوتان (1) - بوتسوانا (5) - البرازيل (5) - بلغاريا (2) - كندا (1) - تشيلي (1) - الصين (6) - جمهورية الكونغو الديمقراطية (1) | - جيبوتي (2) - مصر (1) - إرتريا (6) - إثيوبيا (10) - فرنسا (7) - اليابان (10) - كازاخستان (1) - كينيا (10) - قرغيزستان (1) - ماكاو (2) | - المكسيك (5) - ناميبيا (2) - بيرو (7) - بولندا (1) - رومانيا (2) - جنوب إفريقيا (10) - إسبانيا (4) - تونس (2) - المملكة المتحدة (1) - الولايات المتحدة (10) |

## وصلات خارجية
- دورة 2010 على الموقع الاتحاد الدولي